# 脓溢性皮肤角化病
脓溢性皮肤角化病 (英語：Keratoderma blennorrhagicum)是反应性关节炎的皮肤表现，见于约15%的反应性关节炎患者。发生部位通常位于手掌或脚掌，但也可能蔓延至阴囊，头皮或躯干等部位。
脂溢性皮肤角化病的外观类似银屑病，通常表现为棕黄色蜡样外观的水泡或脓疱性损伤。损伤可能合并后形成带有坚硬外壳的丘斑，边缘伴有鳞状脱屑。
应当区别于脂溢性皮肤角化病，一种常见的良性皮肤肿瘤。